# Illumination locale
L'illumination locale est une méthode de calcul d'illumination utilisée dans la synthèse d'image 3D. Elle permet de calculer la luminosité apparente d'un volume.
Elle se distingue de l'illumination globale par le fait qu'elle ne considère que des critères locaux, c’est-à-dire ici, réduits, pour calculer l'illumination.
Habituellement, on ne considère que :
- les paramètres du point ou de la face à éclairer (normale, couleur, absorption, émission),
- l'emplacement des sources lumineuses.

On appelle également cette action ombrage puisqu'elle permet de calculer les ombres. Il s'agit des ombres propres à un objet et non des ombres projetées d'un volume sur l'autre.
Les trois algorithmes les plus courants pour calculer cette illumination sont :
- l'algorithme de Lambert,
- l'algorithme de Gouraud,
- l'algorithme de Phong.

D'autres algorithmes, parfois plus réalistes mais plus coûteux, existent tels que l'algorithme de Cook-Torrance, l'algorithme de Torrance-Sparrow (de), basés sur des fondements physiques, ou l'ombrage par micro-facettes souvent combiné à l'algorithme de Phong pour donner l'algorithme de Blinn-Phong (en).
Des algorithmes plus "récents" tels que l'algorithme de Kajiya ne sont pour ainsi dire jamais utilisés en pratique. D'autres finalement sont plus spécialisés, portant par exemple sur les sources lumineuses non ponctuelles.
Des travaux modernes (post 2004) mettent en exergue des facteurs de normalisation au sein de ces anciens modèles, pour les rendre physiquement corrects. Ceci a trait au problème fondamental de la conservation de l'énergie tel que cité par le premier principe de la thermodynamique. L'observation généralement faite étant que l'albédo, qui se définit comme la somme de la radiance fuyante d'un patch de surface, divisé par l'irradiance, ne peut dépasser 1. L'albédo est un paramètre sans unité physique. La plupart des anciens modèles d'éclairage peuvent permettre, selon les paramètres, notamment spéculaires, de dépasser 1 allègrement et donc de violer le principe premier. Ce que la branche de recherche "PBR" (Physically Based Rendering) résout, en proposant lesdits facteurs.
D'autres dérivés des recherches à base de micro facettes, ont été ressuscités grâce à ces travaux, tels qu'Oren Nayar, Ashikhmin Shirley, Kajiya-Kay, etc.